# 王榮燦
王榮燦（1991年5月6日—，綽號：Stanley、上路帝王），臺灣人，《英雄聯盟》前職業選手。2011年9月加入For The Win，2012年3月加入臺北暗殺星，2012年10月15日隨隊取得英雄聯盟第二賽季世界大賽冠軍，2013年9月開始擔任Hong Kong Esports教練，2014年10月成為Hong Kong Esports職業選手，2016年3月1日離開Hong Kong Esports並恢復自由身。
2021年11月27日，王榮燦加入Beyond Gaming，並擔任董事。

## 早年經歷
王榮燦從小學開始喜歡玩遊戲，一開始玩《星海爭霸》，之後又玩《暗黑破壞神2》、《絕對武力》、《魔獸世界》、《仙境傳說》以及《魔獸爭霸3》的玩家自製地圖《三國無雙/信長之野望》。
後來，王榮燦因喜歡《三國/信長》這種MOBA類型的遊戲而開始玩《英雄聯盟》，在《英雄聯盟》進入臺灣之前，王榮燦在北美伺服器玩，一開始玩一般對戰，到後來玩積分對戰。
當時王榮燦曾找出「五吸血槍」弗拉迪米爾的玩法，並殺爆北美伺服器，導致《英雄聯盟》開發商Riot Games為此修改遊戲。
後來，王榮燦與朋友們組成For The Win戰隊，並在台灣內外獲得不錯的成績，之後，For The Win戰隊被Garena納入旗下，並成立臺北暗殺星，王榮燦也成為該戰隊的上單選手。